# Castelo de Warwick
O Castelo de Warwick (em inglês:  Warwick Castle, AFI: ['wɒrɪk], worr-ik) é um castelo medieval situado em Warwick, a capital do Condado de Warwickshire, na Inglaterra. Situa-se numa colina dominando uma curva no Rio Avon. O castelo foi construído por Guilherme I de Inglaterra em 1068 dentro ou adjacente ao burgo anglo-saxão de Warwick. Foi usado como fortificação até ao início do século XVII, quando Sir Fulke Greville o converteu numa casa de campo. Pertenceu à família Greville, cujos membro se tornaram Condes de Warwick em 1759, até 1978.
A partir de 1088 o castelo pertenceu tradicionalmente aos Condes de Warwick e serviu como símbolo do seu poder. O castelo foi tomado em 1153 por Henrique de Anjou, mais tarde Henrique II de Inglaterra. Serviu para deter prisioneiros, incluindo alguns da Batalha de Poitiers, no século XIV. Sob a posse de Ricardo Neville – também conhecido como "Warwick the Kingmaker" , "Warwick o fazedor de reis"– o Castelo de Warwick foi usado, no século XV, para aprisionar o rei inglês, Eduardo IV.
Desde a sua construção, no século XI, o castelo sofreu mudanças estruturais com a adição de torres e edifícios residenciais redesenhados. Originalmente, um castelo de mota de madeira, foi reconstruído em pedra no século XII. Durante a Guerra dos Cem Anos, a fachada virada para a cidade foi refortificada, resultando num dos mais reconhecíveis exemplos da arquitetura militar do século XIV. No século XVII, os campos foram transformados num jardim. As defesas do castelo foram reforçadas na década de 1640 para preparar o castelo para a ação na Guerra Civil Inglesa. Robert Greville, 2.º Barão Brooke, era um Parlamentarista e as forças Realistas montaram cerco ao castelo. Castelo de Warwick resistiu ao cerco e, mais tarde, foi usado para deter prisioneiros feitos pelos Parlamentaristas.
O Tussauds Group comprou a propriedade em 1978 e abriu-o como atração turística. O edifício é protegido como um Scheduled Ancient Monument (Monumento Antigo Classificado) e um listed building classificado com o Grau I.

## Localização

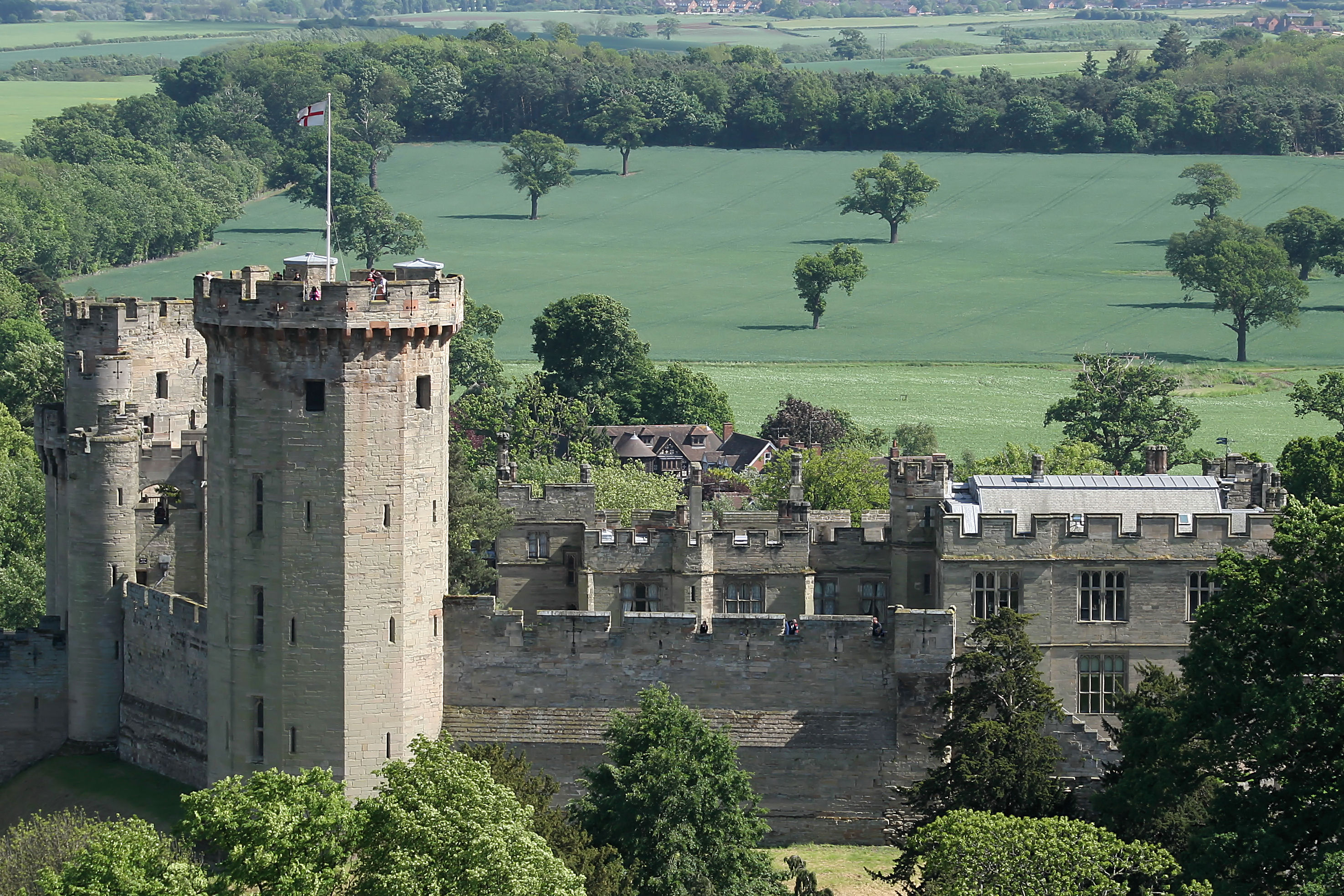
O Castelo de Warwick visto da Igreja de Santa Maria

O Castelo de Warwick está situado numa encosta de arenito sobre uma curva do rio Avon. O rio, que corre abaixo do castelo no lado leste, erodiu a rocha onde o castelo se ergue, formando um penhasco. O rio e o penhasco forma defesas naturais.
O castelo fica na cidade de Warwick; quando a construção começou, em 1068, quatro casas pertencentes ao Abade de Coventry foram demolidas para providenciar espaço. A posição do castelo torna-o estrategicamente importante na salvaguarda das Midlands contra rebeliões.
Durante o século XII, o Rei Henrique I suspeitou de Roger de Beaumont, 2.º Conde de Warwick. Para conter a influência do conde, Henrique agraciou Geoffrey de Clinton com uma posição de poder rivalizando com a do conde. As terras que lhe doou incluíam o Castelo de Kenilworth, um castelo de tamanho, custo e importância comparáveis reconstruído em pedra por Clinton, que fica cerca de 8 km (5 milhas) a norte.
O Castelo de Warwick fica a cerca de 1,6 km (1 milha) da estação de caminhos de ferro de Warwick e a menos de 3,2 km (2 milhas) da saída 15 da autoestrada M40; também fica perto do Aeroporto Internacional de Birmingham.

## História
A história do castelo está intimamente ligada à dos Condes de Warwick, pelo que é difícil contar uma sem fazer referência à outra.

### Antes do castelo
Um burh anglo-saxão foi estabelecido no sítio do futuro Castelo de Warwick em 914; a lenda diz que a construção das fortificações foi instigada por Ethelfleda, filha de Alfredo o Grande, a qual teria sido a primeira estratégia militar a aproveitar as qualidades defensivas da zona. Mércia, o reino anglo-saxão central estava ameaçado pelos invasores dinamarqueses e, por esse motivo, Ethelfleda teria ordenado a construção de uma muralha de terra no cume da colina, para proteger o assentamento de Warwick, tendo sido um dos dez burhs envolvidos na defesa contra os saqueadores.
A sua posição permitia dominar a Fosse Way, assim como o vale do rio e a travessia sobre o Rio Avon. Apesar do motte a sudoeste do Castelo de Warwick ser chamado de "Ethelfleda's Mound" faz, de facto, parte das fortificações normandas posteriores, em vez de ser uma relíquia anglo-saxônica.

### Condes de Warwick - primeira criação: Instituição militar e símbolo de poder

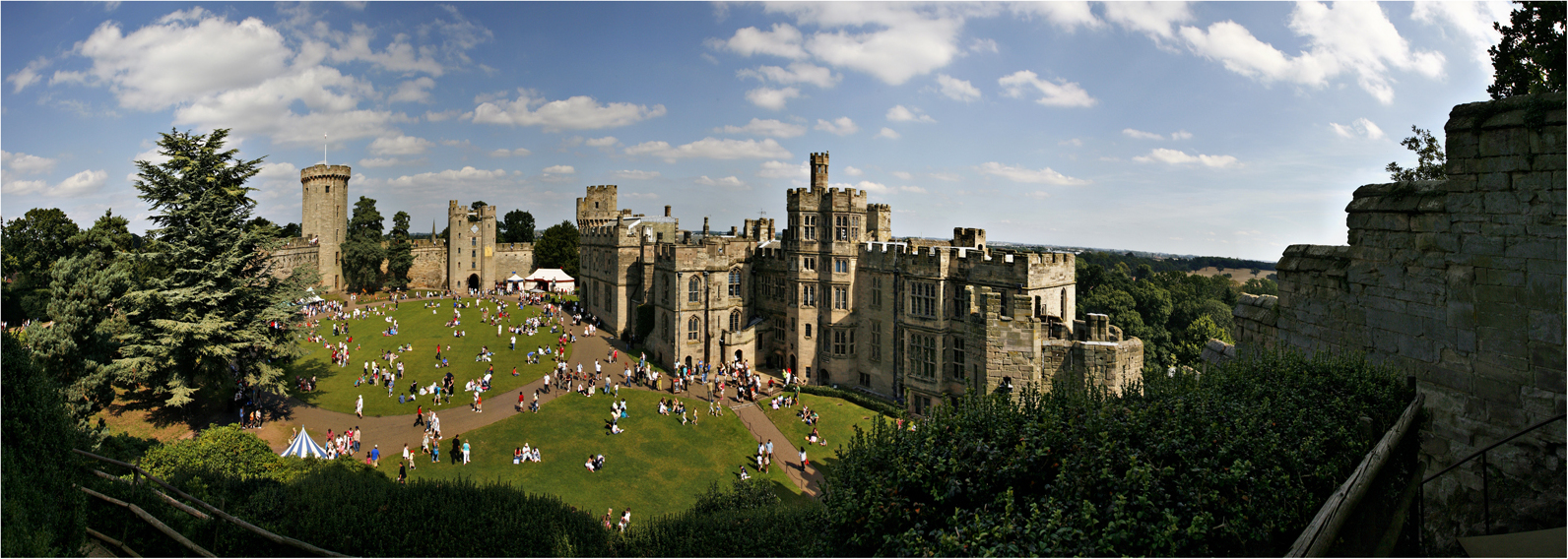
Vista geral do pátio do Castelo de Warwick

Na realidade, foi Guilherme, o Conquistador o responsável pelo primeiro autêntico castelo. Depois da Conquista normanda da Inglaterra, Guilherme estabeleceu um castelo do tipo motte-and-bailey em Warwick, em 1068, para manter o controle das Midlands à medida que ia avançando para norte, com ideia de dominar a zona e assegurar as suas linhas de abastecimento. Este tipo de castelos consiste num monte - no qual habitualmente se ergue uma torre de menagem - e uma muralha exterior, a qual forma uma cerca do pátio. O primeiro castelo que existiu em Warwick consistia num montículo artificial encimando o penhasco sobre o rio. Completando o montículo havia uma paliçada, dentro da qual se erguia uma torre quadrada de madeira. A cerca estava localizada à frente do montículo, separada por um fosso. Dentro da paliçada apinhavam-se os edifícios de madeira: uma sala com o teto de palha, uma pequena capela, uma cozinha, um forno de pão, uma cervejaria, alojamentos para a tropa, estábulos para os cavalos, a ferraria e a armaria.
Em recompensa pela sua fidelidade, Guilherme nomeou Henrique de Beaumont, o filho duma poderosa família normanda, como condestável do castelo. Em 1088, Henrique de Beaumont foi feito primeiro Conde de Warwick. Henrique mudou de nome durante o seu mandato, sendo conhecido como Henry de Newburgh. Nesta época, o castelo consistia num grande montículo de terra com duas paliçadas, uma em cima e outra na base. O primeiro conde fundou a Igreja de Todos os Santos em 1119, no entanto, o Bispo de Worcester, acreditando que um castelo era uma localização inapropriada para uma igreja, removeu-a em 1127-1128.
Em 1153, a esposa de Roger de Beaumont, 2.º Conde de Warwick, foi levada a acreditar que o marido tinha morrido e convencida a entregar o controle do castelo ao exército invasor de Henrique de Anjou, mais tarde rei Henrique II. De acordo com a Gesta Regis Stephani, um texto histórico do século XII, Roger de Beaumont faleceu ao ouvir a notícia de que a sua esposa tinha entregue o castelo. Mais tarde, Henrique II devolveu o castelo aos Condes de Warwick, uma vez que estes tinham sido apoiantes da sua mãe, a Imperatriz Matilda, durante A Anarquia de 1135-1154.

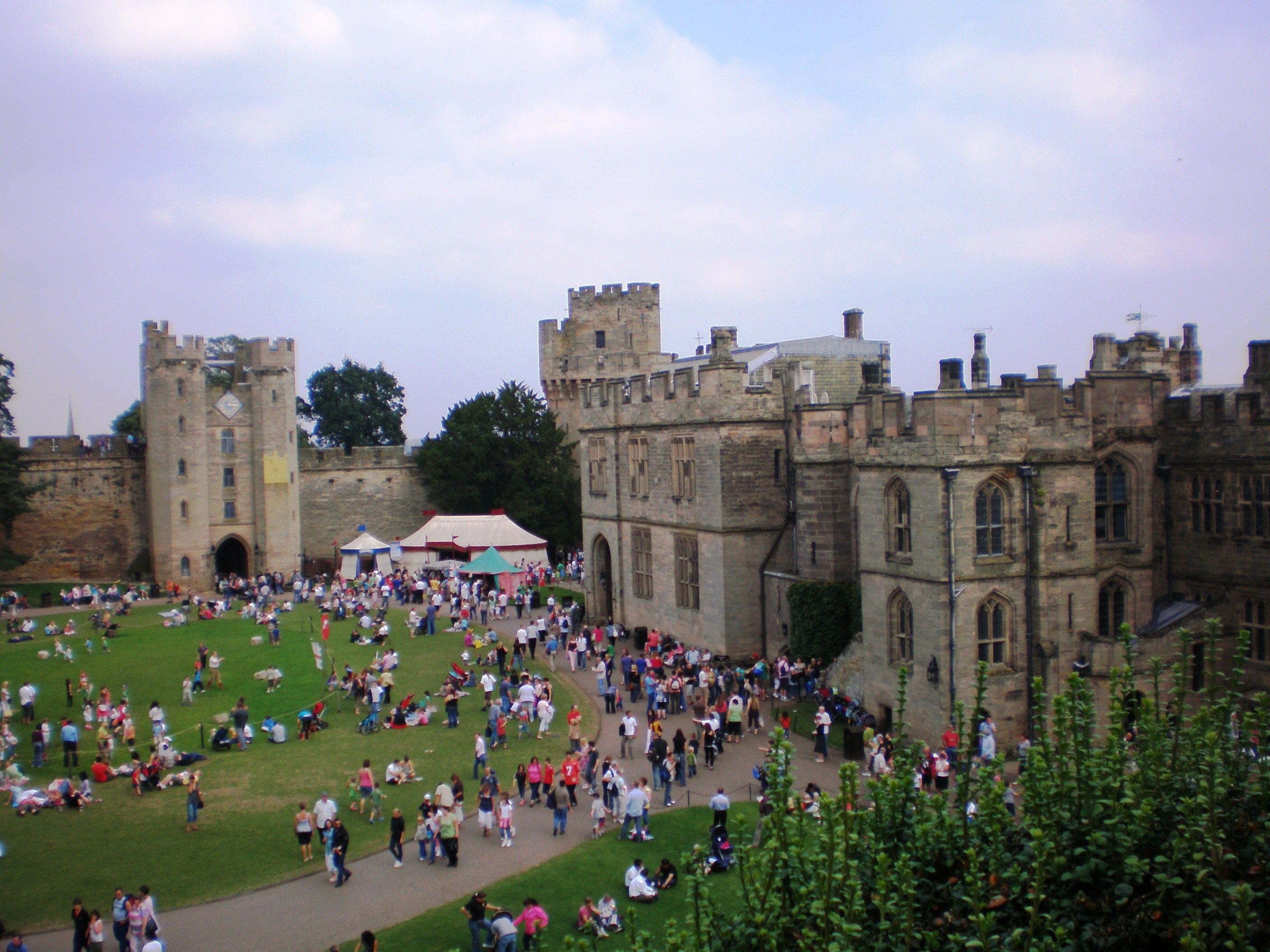
Pátio do Castelo de Warwick, com a face interna da portaria à esquerda

Durante o reinado do rei Henrique II (1154-1189), o motte-and-bailey foi substituído por um castelo de pedra. Nesta nova fase tomou a forma duma concha protetora com todos os edifícios construídos contra a cortina de muralhas. Durante a rebelião dos barões de 1173-1174, o Conde de Warwick manteve-se leal ao rei Henrique II e o castelo foi usado para armazenar provisões. Em 1220, o castelo tinha sofrido uma grande transformação ao ser substituída a madeira pela pedra como material básico em quase todas as suas edificações. Tinha desaparecido a paliçada normanda e o forte exibia um novo sistema defensivo; cercava-o uma muralha de pedra de 7,6 m, reforçada a norte por duas torres e uma imponente portaria com ponte levadiça e torres adicionais a leste e oeste. A capela e a sala de onde o conde administrava os seus domínios também já eram de pedra.
O castelo e as terras associadas com o condado passaram na família Beaumont até 1242. Quando Thomas de Beaumont, 6.º Conde de Warwick, faleceu, o castelo e as terras passaram para a sua irmã, Lady Margarida, Condessa de Warwick por direito próprio. O seu marido faleceu pouco depois e, enquanto ela olhava pelo seu correcto marido, o castelo esteve na posse do Rei Henrique III. Quando Margarida casou com John du Plessis, em Dezembro de 1242, o castelo foi-lhe devolvido. Deste matrimónio não nasceu descendência, pelo que, em 1263, o título foi herdado por William Maudit, neto do 4.º conde e primo da condessa
Maudit teve a má sorte de receber o condado durante a Segunda Guerra dos Barões (1264-1267), tendo tomado o partido do rei, do qual era um inativo apoiante de Henrique III. Esta opção não foi a mais prudente, uma vez que Simão de Montfort, 6.° Conde de Leicester e líder dos barões rebeldes, tinha o seu baluarte no Kenilworth Castle, que ficava apenas a 8 km de distância. No entanto, Maudit, apesar da proximidade do seu inimigo, não se preocupou em preparar a defesa do seu castelo, pelo que este foi tomado num ataque surpresa pelas forças de Simão de Montfort em 1264. Foi aberta uma brecha nas muralhas ao longo do lado nordeste do castelo para que não pudessem ser úteis ao rei. Maudit e a sua condessa foram levados para o Kenilworth Castle e ficaram detidos até ao pagamento dum resgate.

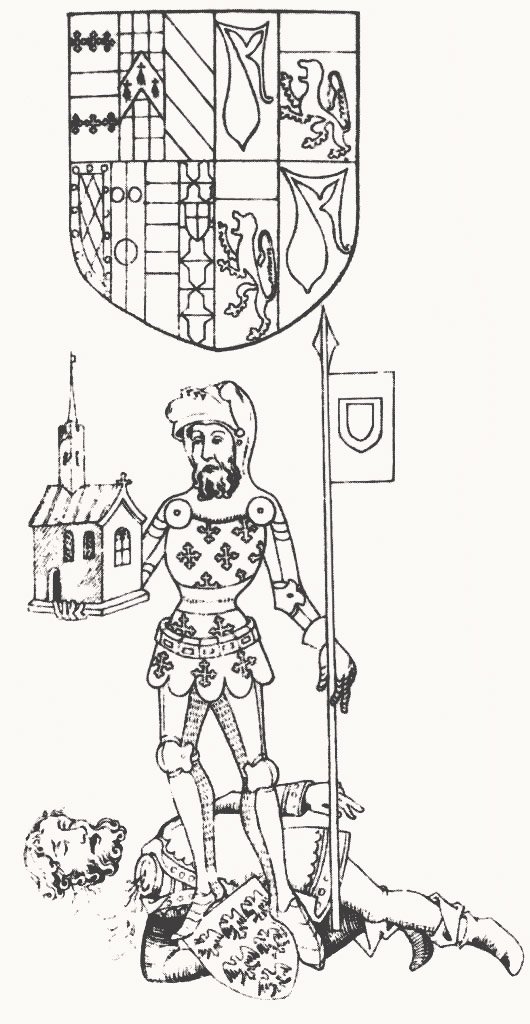
Guy de Beauchamp erguido sobre o corpo decapitado de Piers Gaveston (Rous Rolls do século XV)

Depois da morte de William Mauduit, em 1268, o título e o castelo passaram para o seu sobrinho, William de Beauchamp, 9.º Conde de Warwick, iniciando uma linhagem que duraria até ao final do século XV e que levaria o castelo ao auge da sua prosperidade. William de Beauchamp foi popular como caudilho militar às ordens do rei Eduardo I. Depois da morte de William, o Castelo de Warwick passou através de sete gerações da família Beauchamp, que foram responsáveis pela maior parte das adições feitas no castelo ao longo dos 180 anos seguintes.
Exemplo da firme importância dos Beauchamp é o filho de William, Guy de Beauchamp, 10.º Conde de Warwick, que fez parte dum grupo de condes conhecido como os Ordainers. Preparados para defender solidamente os seus interesses, tratavam de impor, mediante uma série de ordenanças, alguma forma de controle sobre o modo como o rei conseguia os seus rendimentos e regia o reino. Para alguns ordainers, as queixas sobre o poder real centravam-se na influência que Piers Gaveston, 1.º Conde da Cornualha, um cavaleiro gascão amante do rei, tinha na corte. Um grupo de magnatas, liderado pelo Conde de Warwick e por Thomas Plantagenet, 2.º Conde de Lancaster, acusou Piers Gaveston de roubar o tesouro real. Em 1312, num momento de elevada rigidez política, Gaveston rendeu-se aos ordainers com a promessa de que lhe poupariam a vida. No entanto, Guy de Beauchamp encarregou-se do prisioneiro e encarcerou-o no Castelo de Warwick. Depois dum julgamento abreviado, Gaveston foi condenado à morte e executado em Blacklow, às portas de Warwick, no dia 9 de junho daquele ano.

Brasão de Thomas de Beauchamp, 11.º Conde de Warwick.

Embora Guy tenha sucumbido três anos depois, o seu filho só lhe sucedeu no título em 1329 por ser menor de idade. Thomas de Beauchamp, 11.º Conde de Warwick, chegou à maioridade poucos anos antes de estalar a Guerra dos Cem Anos entre a Inglaterra e a França. Em 1337, Eduardo III reafirmou as pretensões dos Plantagenetas ao trono de França e, em 1338, começou o grande conflito. Thomas destacou-se como um dos caudilhos favoritos do rei. Lutou em Crecy (1346) e em Poitiers (1356), sendo um dos primeiros cavaleiros da Ordem da Jarreteira. A sua posição nas hierarquias do exército inglês era tal que se converteu em conselheiro militar do filho de Eduardo III, o Príncipe Negro.
Foi Thomas de Beauchamp quem começou a profunda reconstrução do castelo no século XIV. Nesta época, as defesas do castelo foram significativamente melhoradas no lado nordeste, entre 1330 e 1360, pela adição duma portaria, uma barbacã (uma forma de portaria fortificada) e uma torre de cada lado da muralha reconstruída, chamadas de Torre de César e Torre de Guy A Torre Watergate também data deste período.

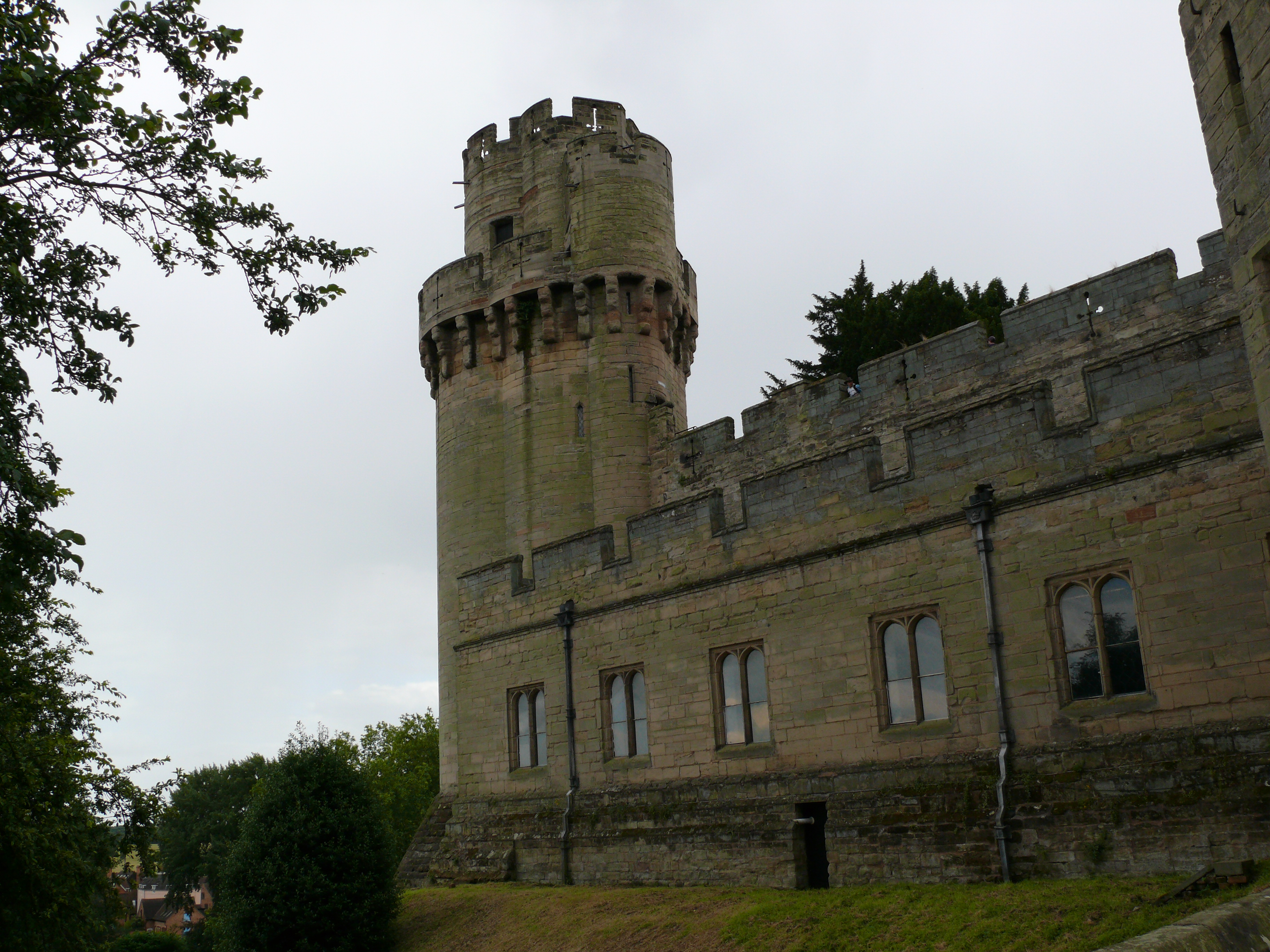
A Torre de César vista da entrada do castelo

As torres de César e de Guy são residenciais e devem ter sido inspiradas em modelos franceses, como por exemplo as do castelo de Bricquebec. Ambas as torres têm mísulas e a Torre de César apresenta um único parapeito duplo. As duas torres também são abobadadas em pedra em todos os andares. A Torre de César continha uma "sombria" masmorra na cave; de acordo com a lenda local datada, pelo menos, de 1644, também é conhecida como Torre Poitiers tanto por os prisioneiros vindos da Batalha de Poitiers, em 1356, poderem ter estado ali encarcerados como pelo facto do resgate conseguido com a batalha ter ajudado a pagar a sua construção. A portaria apresenta "buracos assassinos", duas torres levadiças, um portão e portões gradeados feitos de madeira ou metal As torres da portaria eram machicoladas.
A fachada voltada para o rio foi desenhada como um símbolo do poder e riqueza dos condes Beauchamp e pode ter sido "de um valor defensivo mínimo"; isto seguia a tendência dos castelos do século XIV serem mais afirmação de poder do que desenhados exclusivamente para uso militar.
O destino do filho do 11.º conde, Thomas de Beauchamp, 12.º Conde de Warwick, esteve sujeito às lutas internas e às purgas políticas que marcaram o reinado de Ricardo II. Num novo confronto entre elementos da nobreza e da Coroa, Thomas e outros quatro senhores obrigaram Ricardo, no "Parlamento Desapiedado" de 1388, a destituir ou a executar alguns dos seus favoritos. Em 1387, Ricardo vingou-se. Percebendo que as circunstâncias políticas o favoreciam, levou a julgamento os senhores de 1388. o 12.º Conde de Warwick confessou-se culpado de traição. Desterraram-no para a Ilha de Man e confiscaram as suas terras e o seu título. Thomas não pôde reclamar a sua herança até que o trono e Ricardo fossem usurpados por Henrique Bolingbroke (Henrique IV) em 1399.
O sucessor de Thomas, o seu filho Richard de Beauchamp, 13.º Conde de Warwick, chegou a ser, provavelmente, o mais proeminente de todos os Beauchamp. Tal como aconteceu com o seu avô, a fama de Richard forjou-se numa intensa fase da Guerra dos Cem Anos. Henrique V confiava tanto na sua capacidade que o nomeou tutor do seu jovem filho, o futuro Henrique VI. Em 1431, quando os ingleses pagaram o resgate e ficaram com a cativa Joana d'Arc, tocou a Richard Beauchamp, como Capitão de Calais, supervisionar o julgamento pela presumida heresia e a sua queima na fogueira na praça de Ruão, cidade do norte de França. A guerra trouxe benefícios a Richard; desde logo, conseguiu dinheiro suficiente para continuar o dispendioso programa de reconstrução do castelo.

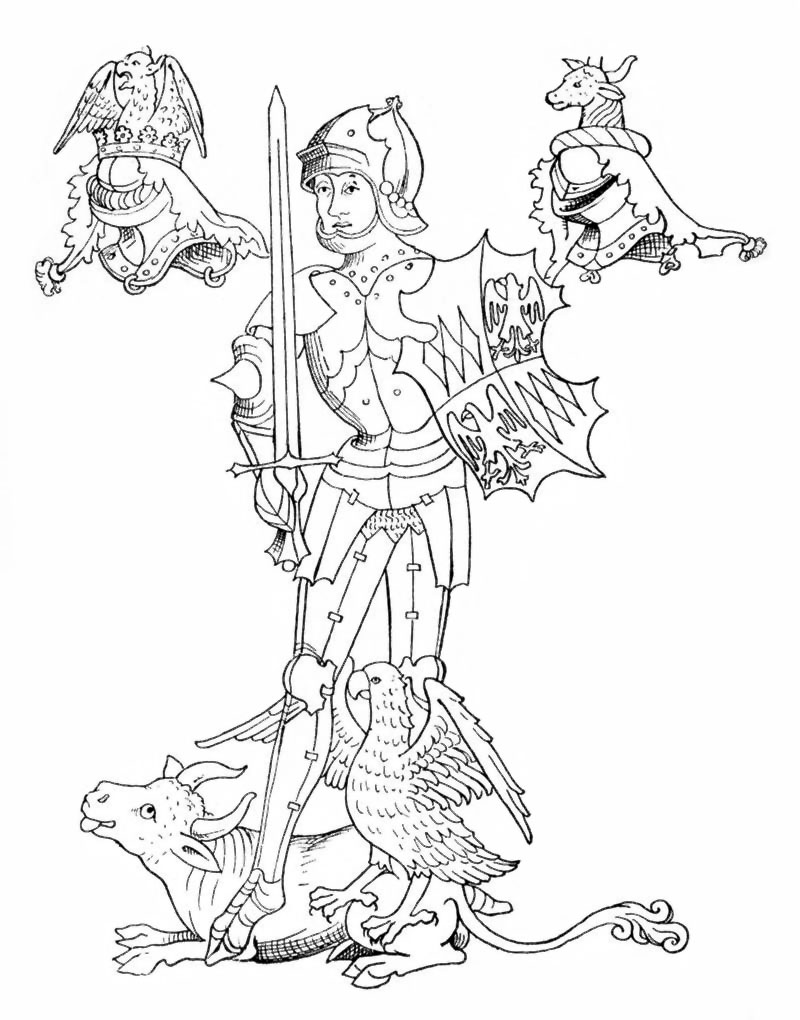
Richard Neville representado no Rous Roll

O filho de Richard, Henry de Beauchamp, 14.º Conde de Warwick, era amigo do futuro Henrique VI. Em 1445, o rei nomeou o seu amigo de infância como 1º Duque de Warwick. Porém, também foi o último, já que o título desapareceu com ele no ano seguinte.
Henry deixou apenas uma filha pequena, Anne de Beauchamp, 15.ª Condessa de Warwick, e, quando esta morreu, em 1449, com a idade de cinco anos, acabou a linhagem dos condes Beauchamp. O condado e as terras passaram, então, para a irmã de Henry, Anne Neville, 16.ª Condessa de Warwick. Esta havia casado, nos finais da década de 1440, com Richard Neville. Richard Neville tornou-se no próximo Conde de Warwick através da herança do título pela sua esposa. Nenhum Conde de Warwick teve tanto poder no reino como Nevile, embora por pouco tempo. No decurso da Guerra das Rosas, ao ajudar a depor Henrique VI e Eduardo IV, ganhou o epíteto de kingmaker ("fazedor de reis"). Durante o verão de 1469, Neville rebelou-se contra o rei Eduardo IV e aprisionou-o no Castelo de Warwick. Neville tentou governar em nome do rei; porém, constantes protestos por parte dos apoiantes do monarca forçaram o conde a libertar o rei. No entanto, a ambição que o elevou a tal altura também ditou a sua queda. Neville foi morto em 1471, na Batalha de Barnet, lutando contra Eduardo IV durante a Guerra das Rosas.

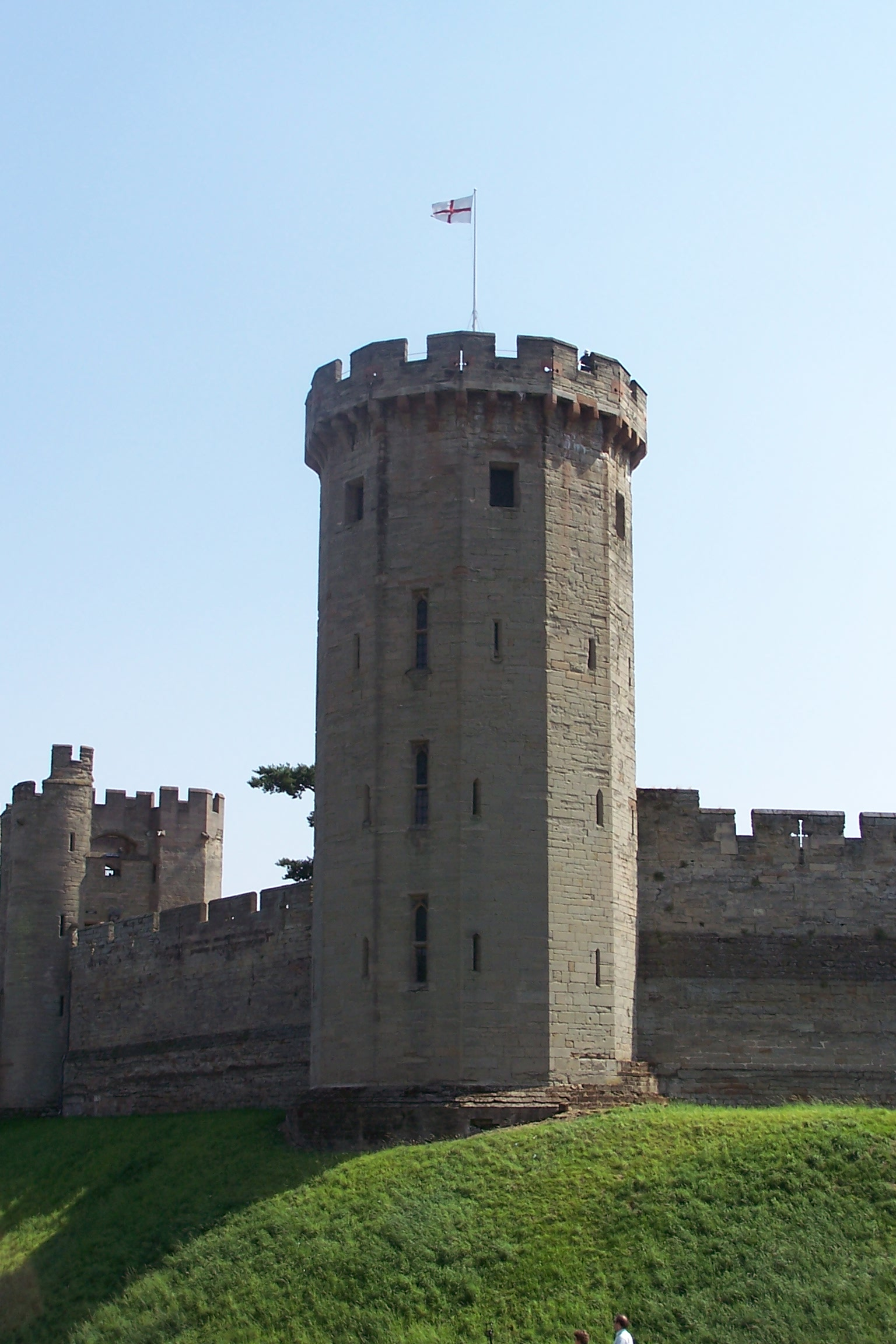
Vista exterior da Torre de Guy

Com a morte de Neville, o Castelo de Warwick e as terras foram concedidas por Eduardo IV ao seu próprio irmão, e genro de Neville, Jorge Plantageneta, Duque de Clarence. Clarence tinha um passado de deslealdade (em certo momento tinha sido aliado de Neville na Guerra das Rosas) e, apesar de ter passado para o lado do rei, na realidade nunca tinha deixado de cobiçar o trono. Suspeito de intrigar contra Eduardo IV, Clarence foi feito prisioneiro e executado em 1478. Depois da execução, o seu irmão Ricardo de Gloucester (futuro Ricardo III), cuja esposa, Ana, era a filha mais nova de Neville, tomou posse do castelo. O título de Conde de Warwick foi conservado pelo filho de Clarence, Eduardo Plantageneta, então, com dois anos de idade, pelo que as suas terras foram tomadas na custódia da Coroa. Como último Plantageneta, e portanto possível rival do rei Tudor Henrique VII, Eduardo tinha uma reivindicação pelo trono e foi feito prisioneiro, primeiro por Eduardo IV, depois por Ricardo III e finalmente por Henrique VII. Este último, fê-lo prisioneiro na Torre de Londres entre 1485 e 1499, quando foi executado por alta traição a mando de Henrique VII; Edward foi o último Conde de Warwick da primeira criação do título, alegadamente por conspirar com o segundo dos dois principais pretendentes ao trono, Perkin Warbeck. Não havendo sucessor natural de Eduardo, o castelo ficou como propriedade da Coroa.
Durante os séculos XIV e XV, um amplo programa de reconstrução tinha transformado o castelo. Agora elevavam-se para o céu as duas torres colossais que ainda dominam o lado leste do conjunto; impondo-se por cima do rio, estava a Torre de César, com a sua base empinada, enquanto à direita se erguia a Torre de Guy, de doze lados. Entre as duas ficava o átrio, ao qual se tinha acrescentado outra estrutura defensiva, a barbacã, que penetrava no fosso e albergava a ponte levadiça. Ponto débil da defesa do castelo, o flanco sudoeste da muralha que dá para o rio tinha sido protegida através da construção da Torre Watergate (Torre da Porta da Água). Uns alojamentos de dois pisos flanqueavam agora a Torre de Guy, tendo sido acrescentados outros aposentos à capela e à grande sala.

### Ao cuidado da Coroa: reparações e renovações

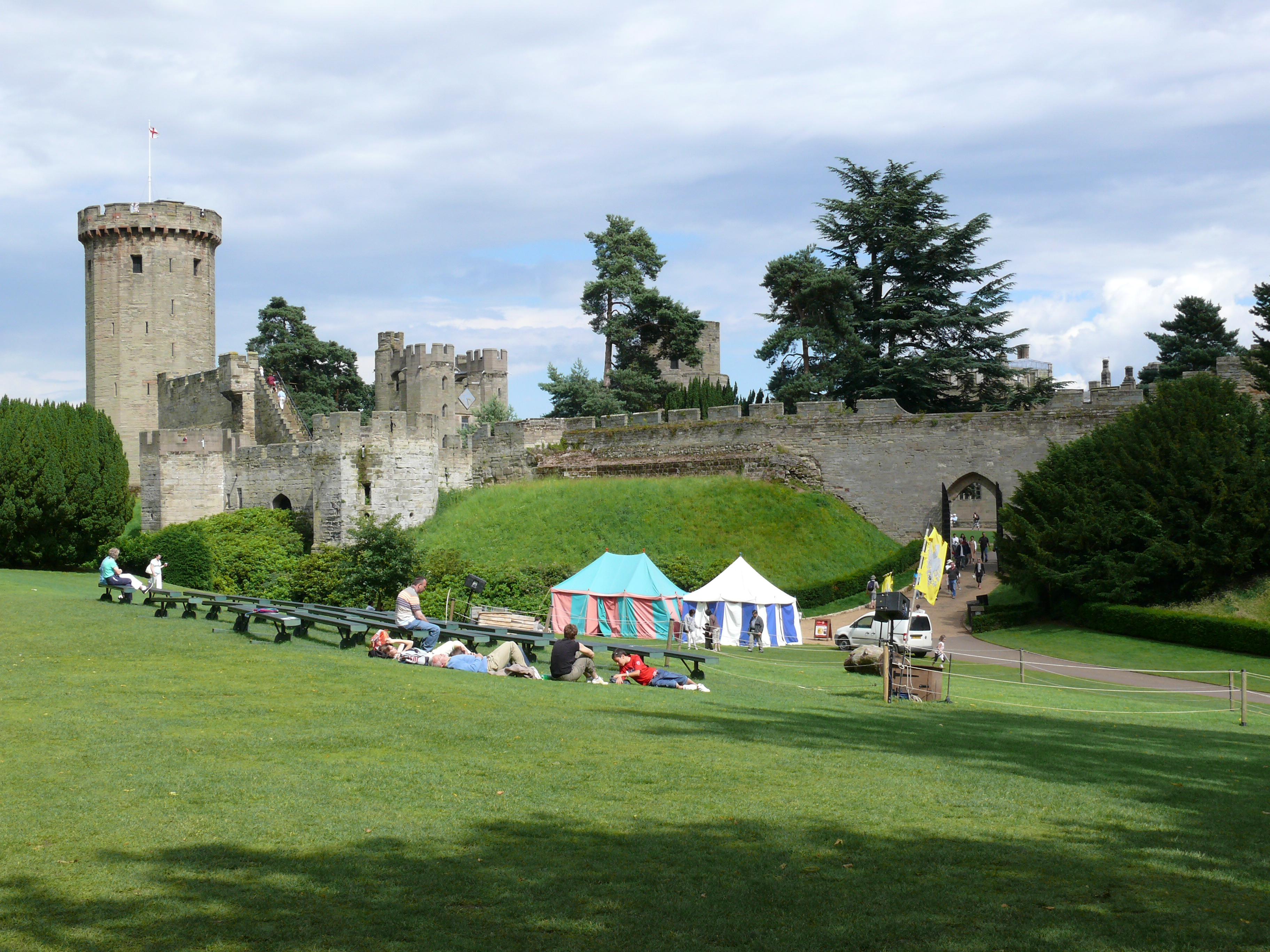
Torres do Urso e de Clarence

O Castelo de Warwick, assim como as terras associadas com o condado, estiveram ao cuidado da Coroa entre 1478 e 1547. Durante esse período, o castelo foi sujeito a reparações e renovações, usando cerca de 500 cargas de pedra. No início da década de 1480, Ricardo II instigou a construção de duas torres de armas, a Torre do Urso e a Torre Clarence, as quais foram deixadas incompletas aquando da sua morte, em 1485; com os seus próprios poços e fornos, as torres eram fortes independentes do resto do castelo, possivelmente para o caso dum motim da parte da guarnição. Com o advento da pólvora, foi criada a posição de Keeper of the Artillery (responsável pela artilharia) em 1486. No reinado de Henrique VIII, foi refeita a cozinha. Ao longo do século XVI, foi erguida a Torre do Espia e as secções baixas dos edifícios domésticos à esquerda da Grande Sala. Pela mesma época, foi reforçada a face do penhasco natural voltado ao rio, de forma a distribuir melhor o peso das muralhas por cima e a deter a erosão do solo de rocha por baixo.
Quando o antiquário John Leland visitou o castelo, algures entre 1535 e 1543, notou que:
… o cárcere agora em ruínas ergue-se na parte oeste-noroeste do castelo. Também existe uma torre oeste-noroeste e através dela um portão-poterna em ferro. Todos os principais alojamentos do castelo com o hall e capela ficam na parte sul do castelo, e aqui custou muito mais ao rei fazer fundações nas rochas para apoiar esse lado do castelo, por grandes pedaços cairem das rochas que o suportam.

### Condes de Warwick - segunda criação: abandono e decadência

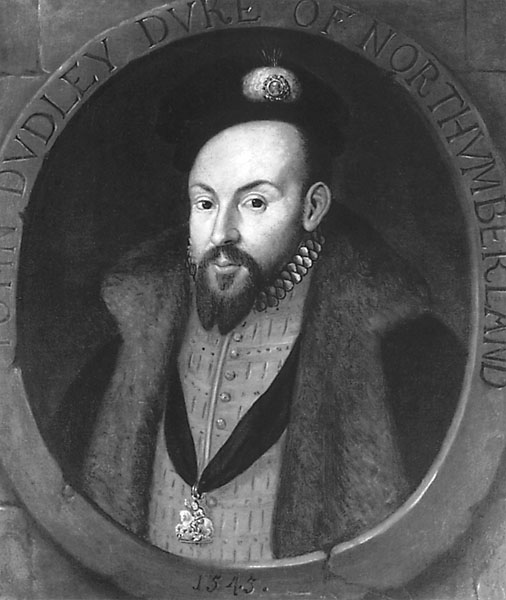
John Dudley, 1º Conde de Wareick da segunda criação

Em 1547, o jovem Eduardo VI concedeu a propriedade a John Dudley com a segunda criação do título de Conde de Warwick. Dudley era membro do Conselho de Regência estabelecido para ajudar o rei, de nove anos de idade, a governar nos anos imediatos à morte de Henrique VIII. Quando fazia o seu apelo pela posse do castelo, Dudley disse acerca das suas condições: "… o castelo em si próprio não está capaz de alojar um bom barão com a sua comitiva, em todos os lados do dito castelo, também com a torre do cárcere, está claramente arruinado e caído para o campo". O Castelo de Warwick tinha entrado em decadência devido à sua idade e negligência, e apesar das suas observações Dudley não iniciou qualquer reparação ao castelo.
A partir de 1550, o novo Conde de Warwick exerceu uma imensa influência no governo do país, mas a pouca saúde de Eduardo VI colocava-o numa posição não muito segura. Em 1553, a morte prematura do rei deixou Dudley frente ao que tanto tinha temido: a perspectiva de que a irmã de Eduardo, Maria, subisse ao trono e o derrubasse. Como reação, aprovada por Eduardo antes de morrer, foi colocar no trono a sua nora, Lady Jane Grey. O golpe de Estado contou com pouco apoio e durou apenas duas semanas. Por fim, Maria Tudor reclamou o seu direito ao trono e Dudley, o seu filho Lord Guilford Dudley e Lady Jane Grey foram executados como traidores.
Sob Isabel I , que sucedeu a Maria, a família Dudley voltou a contar com o favor real. Isabel não só confirmou Ambrose Dudley, irmão de Gildford, como Conde de Warwick, como ainda lhe concedeu o castelo.
Isabel I visitou o castelo em 1566, durante uma visita pela província, e novamente em 1572, por quatro noites. Foi erguido um edifício em madeira no castelo para a sua estadia e Ambrose Dudley, 3º Conde de Warwick, deixou o castelo para a rainha durante as suas visitas. Quando Ambrose Dudley faleceu, em 1590, sem herdeiros, o título de Conde de Warwick foi extinto pela segunda vez e a propriedade voltou para a Coroa.
Uma inspeção de 1590 regista que o castelo ainda estava num estado de ruína, notando que tinha sido roubado chumbo dos telhados de alguns dos seus edifícios, incluindo a capela- Em 1601, Sir Fulke Greville observou que " o pequeno edifício de pedra estava grandemente em decadência;… assim, em muito pouco tempo não terá sobrado nada senão o nome de Warwick".

### Os Greville: conversão em casa de campo e ocupação militar

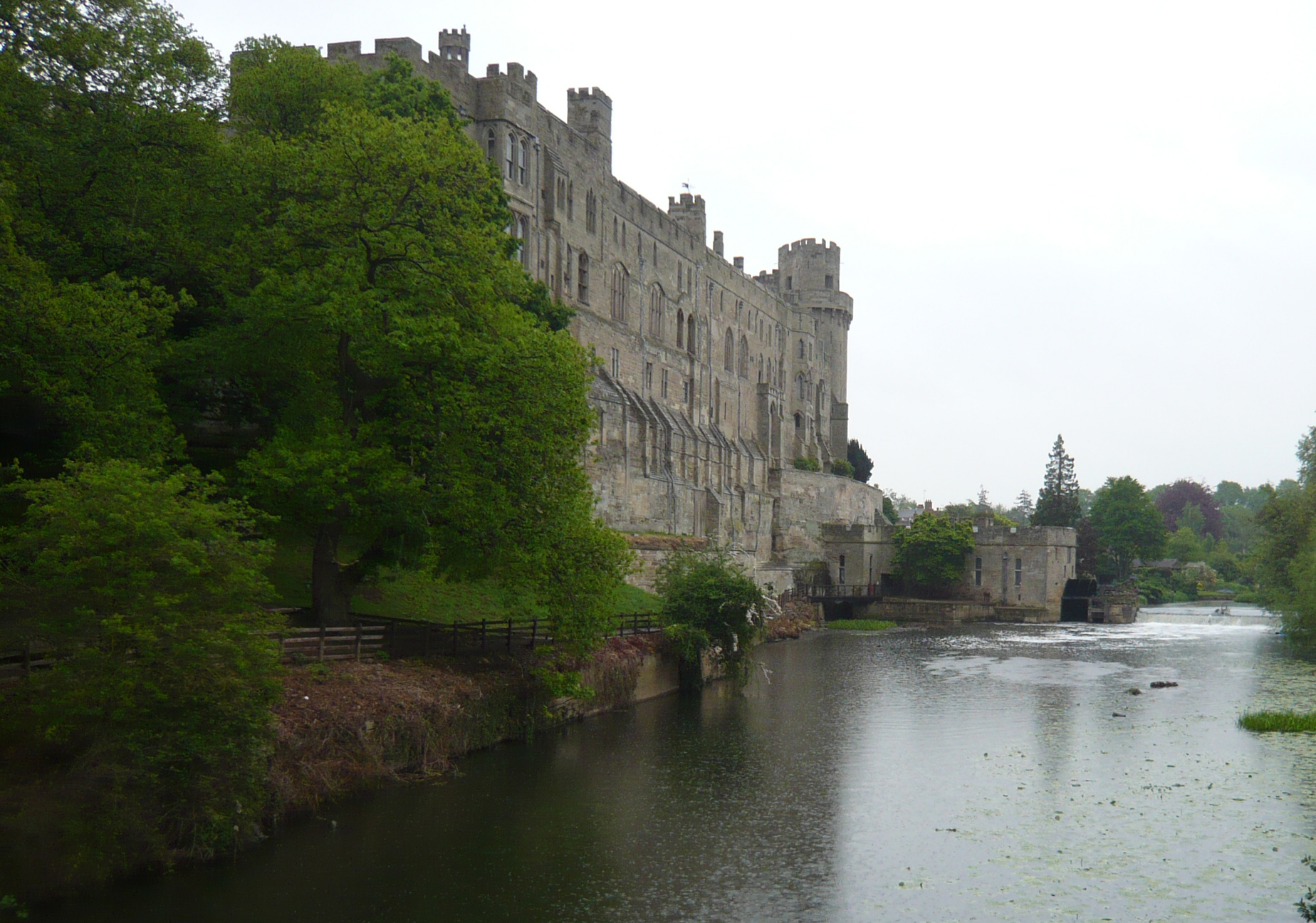
Monumental fachada do Castelo de Warwick voltada ao rio

Em 1604, Jaime I ofereceu o castelo, então em ruínas, a Sir Fulke Greville, que o converteu numa casa de campo. Greville, que já tinha servido em cargos públicos no reinado de Isabel I, foi Conselheiro do Exchequer vários anos para Jaime I. Ao deixar o cargo, em 1621, recebeu o título nobre de Barão Brooke. No entanto, em 1618, o título de Conde de Warwick, na sua terceira criação, tinha sido concedido a Lorde Rich. Pela primeira vez na sua história, o Castelo de Warwick não era a sede dos Condes de Warwick. Esta situação manteve-se até 1759, ano em que se deu a extinção da família Rich e surge a quarta criação do título de Conde de Warwick, desta vez distinguindo os membros da própria família Greville, já proprietários do castelo.
Enquanto o castelo sofria obras de reparação, esteve perifericamente envolvido na Conspiração da Pólvora de 1605. Os conspiradores envolvidos esperavam por novidades da sua conspiração em Dunchurch, no Warwickshire. Quando descobriram que o plano tinha falhado roubaram cavalos de montar dos estábulos do Castelo de Warwick para ajudar na sua fuga.
A conversão do Castelo de Warwick coincidiu com um período de declínio no uso dos castelos durante os séculos XV e XVI; muitos deles foram ou abandonados ou convertidos em confortáveis residências para a nobreza. No início do século XVII, Robert Smythson foi contratado para desenhar uma planta do castelo antes que qualquer alteração fosse feita. Quando o título de Conde de Warwick foi criado pela terceira vez, em 1618, a família Greville já estava na posse do Castelo de Warwick. Fulke Greville gastou mais de 20.000 libras (correspondentes a 3 milhões em 2009) na renovação do castelo; de acordo com William Dugdale, um antiquário do século XVII, isto fez dele "um lugar não só de grande força mas também de extraordinário encanto, com tão agradáveis jardins, passeios e arvoredos que nesta parte da Inglaterra dificilmente podem ter paralelo". No dia 1º de setembro de 1628, Fulke Greville foi assassinado em Holborn pelo seu criado: Ralph Haywood – um "cavalheiro" – esfaqueou o barão pelas costas depois de ter descoberto que tinha ficado de fora do testamento de Greville. Greville faleceu devido aos ferimentos poucos dias depois. O domínio passou, então, para o seu primo e filho adoptivo Robert Greville, o segundo Lorde Brooke.
Ao estalar a Primeira Guerra Civil Inglesa, Robert Greville, 2º Barão Brooke, foi nomeado Comandante das Forças Parlamentaristas no Staffordshire e no Warwickshire. As defesas do Castelo de Warwick foram melhoradas entre Janeiro e Maio de 1642, em preparação para um eventual ataque. As paredes do jardim foram elevadas, construíram-se amuradas – barricadas de barrotes e terra para montar artilharia – e foram obtidas pólvora e rodas para dois canhões. No dia 7 de agosto de 1642, uma força Realista montou cerco ao castelo. Greville não se encontrava no local e, no momento, a guarnição estava sob o comando de Sir Edward Peyto. Spencer Compton, 2º Conde de Northampton, Lorde Lugar-tenente do Warwickshire, comandou a força Realista. William Dugdale, atuando como um arauto, chmaou pelo comandante da guarnição para entregar o castelo, mas foi recusado. O exército atacante abriu fogo sobre o castelo, mas com pouco efeito. De acordo com Richard Bulstrode:
… os nossos esforços para tomá-lo tiveram pouco propósito, pois só tinhamos duas pequenas peças de canhão que trouxemos de Compton House, pertencentes ao Conde de Northampton, e estas foram içadas para o topo do campanário da igreja e foram descarregadas no castelo, o que não podia fazer nenhum dano, mas apenas assustar os que estavam dentro do castelo, que dispararam para a rua e mataram vários dos nossos homens.

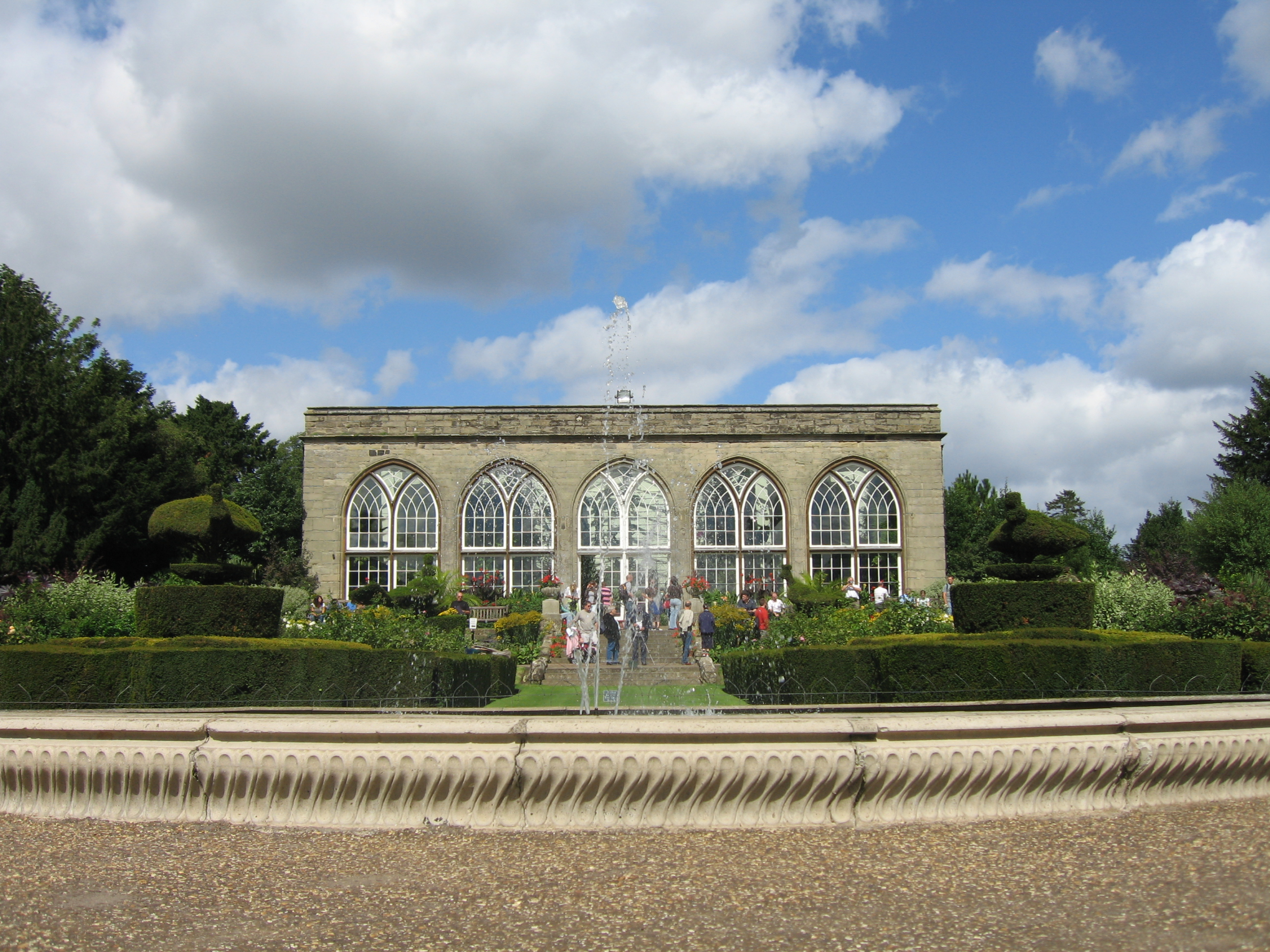
Aspecto do Jardim do Pavão (Peacock Garden)

O cerco foi levantado no dia 23 de agosto de 1642, quando a guarnição foi aliviada pelas forças de Robert Devereux, 3º Conde de Essex, e os Realistas foram forçadoa a retirar-se para Worcester. Depois da Batalha de Edgehill, em 1642 – a primeira batalha campal da Guerra Civil Inglesa – foram detidos prisioneiros nas Torres de César e de Guy. Durante a Segunda Guerra Civil Inglesa, foram novamente mantidos prisioneiros no castelo, incluindo aqueles vindos da Batalha de Worcester, em 1651. No castelo, foi mantida uma guarnição completa com artilharia e suprimentos entre 1643 e 1660, a qual contou com 302 soldados no seu momento mais forte. Nesse mesmo período, e após a morte de Robert Greville, ocorrida em combate em Lichfield no ano de 1643, o castelo foi passando para cada um dos seus três filhos em poucos anos. Primeiro o primogénito, Francis (titular de 1643 a 1658), depois Robert (1658-1677) e finalmente Fulke (1677-1711).
Em 1660, Robert, aparentemente estranho às ideias radicais do seu pai, interveio na restauração da monarquia. Nesse mesmo ano, o Conselho de Estado Inglês tinha ordenado que o governador do castelo debandasse a guarnição e entregasse o castelo a Robert Greville, 4º Barão Brooke. Os apartamentos de aparato foram encontrados fora de moda e em mau estado de conservação. Sob direção de Roger e William Hurlbutt, mestres carpinteiros de Warwick, foram empreendidas extensas modernizações dos interiores, entre 1669 e 1678. Para assegurar que estariam de acordo com o último gosto, William foi enviado ao Dorset para tomar notas cuidadosas dos interiores da recentemente terminada Kingston Lacy, um palácio rural construído para for Sir Ralph Bankes segundo desenhos de Sir Roger Pratt. Entre as modernizações, conta-se a construção do edifício que alberga agora a "Morte ou Glória", de início usado como lavandaria e cervejaria, adjacente à muralha leste entre a Torre de César e o átrio.
Tal como acontecera com Francis Greville, 3º Barão Brooke, também Robert morreu sem filhos, tendo o título e o castelo sido herdados pelo terceiro irmão Fulke Greville, 5º Barão Brooke. Este foi eleito deputado e ajudou na reconstrução da cidade de Warwick depois dum desastroso incêndio ocorrido em 1694.
No dia 4 de novembro de 1695, o castelo encontrava-se num estado suficiente para acolher uma visita do Rei Guilherme III.
O oitavo Lorde Brooke, Francis Greville, ostentou o título de Barão Brooke desde a morte do seu pai, em 1727, e a criação do título de Conde Brooke, em 1746. Mais tarde, em 1759, Francis foi distinguido com o título de Conde de Warwick na sua quarta criação, voltando a unir na mesma família o título e a posse do castelo. Francis era casado com Isabel Hamilton, irmã de Sir William Hamiltom, de quem teve oito filhos. Sir William Hamiltom foi aquele cuja esposa, Emma, teve uns tempestuosos amores públicos com Lorde Nelson.

### Condes de Warwick - quarta criação: das construções neogóticas à venda

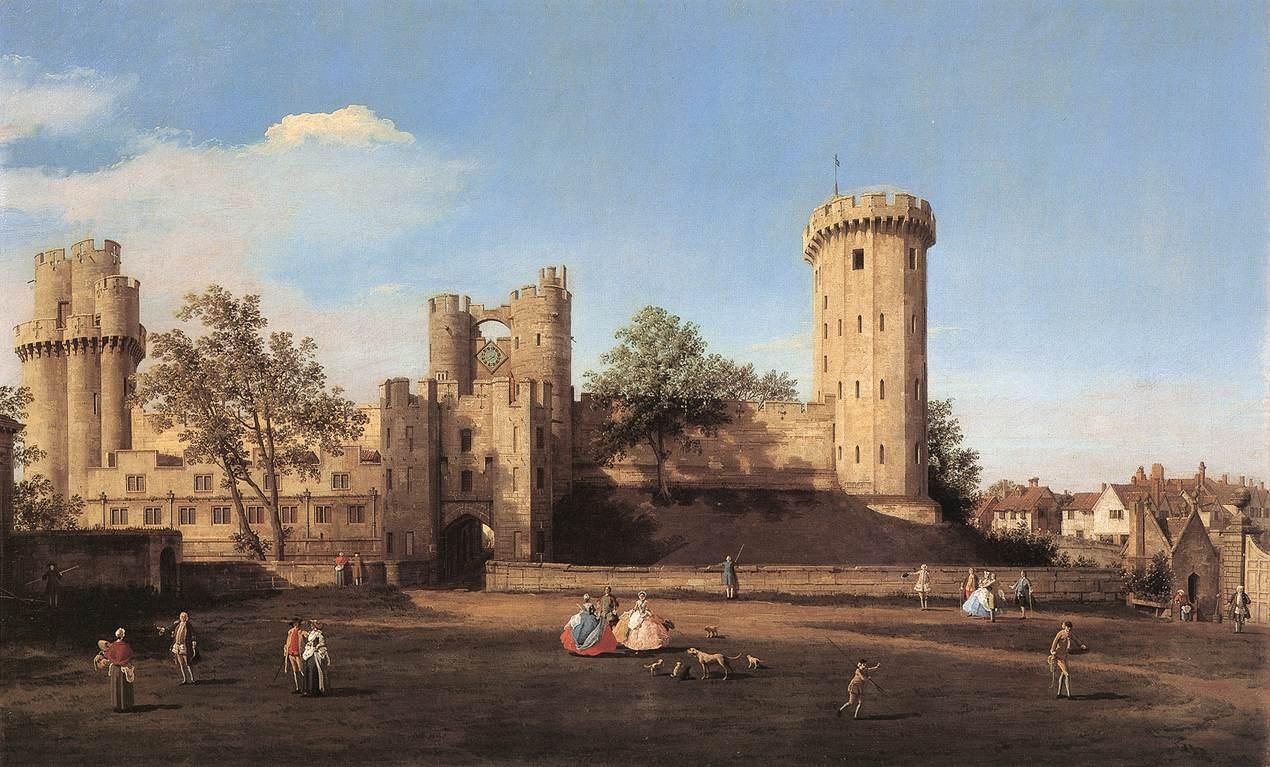
A frente leste do Castelo de Warwick vista do pátio exterior, pintada por Canaletto em 1752.

Francis Greville, 8º Barão Brooke, empreendeu um renovado programa de melhoramentos ao Castelo de Warwick e aos seus campos. Com a extinção da família Rich, em 1759, Francis Greville pediu e obteve o título de Conde de Warwick, na sua quarta criação, reunindo, assim, de novo o título e o castelo.
O trabalho de Daniel Garrett em Warwick está documentado em 1748; Howard Colvin atribuiu-lhe o interior neogótico da capela. Lancelot "Capability" Brown tinha posto mãos à obra desde 1749. Brown, que na época também era jardineiro chefe na Stowe House e ainda não tinha feito a sua reputação como o principal expoente do Jardim Paisagista à Inglesa, foi chamado por Lorde Brooke para dar ao Castelo de Warwick uma ligação mais "natural" com o seu rio. Brown simplificou o longo e estreito troço arrastando-o num relvado que caía a direito para a margem do rio, prado em cada extremo por audazes anchas de árvores nativas. Um caminho serpenteante dá a ilusão duma maior distância entre os portões da frente e a entrada do castelo.
Horace Walpole viu a maturação do esquema de Brown em 1751 e observou numa carta: "O castelo é encantador. A vista deu-me mais prazer do que posso exprimir; o rio Avon cai numa cascata aos seus pés. Está bem esquematizado por um tal Brown que tem realizado algumas ideias de Kent e Mr Southcote.".
Em 1754, o poeta Thomas Gray, um membro do círculo goticista de Walpole, comentou com desdém a atividade no castelo:
(…) ele [Francis Greville] tem posto janelas de guilhotina no grande apartamento (…) e já se tendo dito que janelas de guilhotina quadradas não eram do estilo gótico, tem colocado certos caprichos dentro do vidro, os quais aparecendo através dele se mostram como ornamentos. Então ele escavou um pequeno alojamento nas maciças paredes para o seu pequeno ser e para os seus filhos, o qual tem pendurado papel e linho imprimido, e esculpiu lareiras, na maneira exata de Berkeley Square ou dos Argyle Buildings.
A menção de Gray aos Argyle Buildings, Westminster, Londres suscitou a conotação dum inapropriado desenvolvimento urbano moderno em estilo georgiano, por os edifícios na Argyll Street serem uma especulação com desenhos de James Gibbs, 1736–1740.

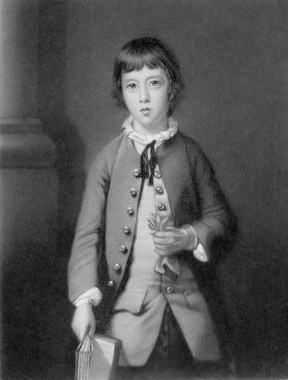
George Greville, 2º Conde de Warwick (quarta criação)

Em 1747, Greville contratou o pintor italiano Canaletto para pintar o Castelo de Warwick, enquanto os campos e jardins do castelo eram tratados paisagisticamente por Brown. São conhecidos cinco pinturas e três desenhos do castelo por Canaletto, fazendo do Castelo de Warwick o edifício britânico mais frequentemente representado pelo artista. O trabalho de Canaletto no Castelo de Warwick tem sido descrito como "único na história da arte como uma série de vistas duma casa inglesa por um importante mestre continental". Assim como os jardins, Greville contratou Brown para reconstruir o pórtico de entrada exterior e a escadaria para o Grande Hall. Brown também contribuiu com desenhos góticos para uma ponte de madeira sobre o Avon (1758), ainda se encontrando a trabalhar no Castelo de Warwick em 1760. Timothy Lightoler foi responsável pela ampliação do pórtico e por mais salas acrescentadas junto a ele entre 1763 e 1769. Durante o mesmo período, William Lindley providenciou uma magnífica nova Sala de Jantar nos aposentos de aparato e fez outras alterações interiores.
Tal como Francis, também o seu filho George Greville, 2º Conde de Warwick, mostrou igual zelo em melhorar o aspecto e o estilo do castelo. Deu os retoque finais aos aposentos de aparato e comprou muitos dos quadros e móveis que agora se exibem. Entre 1786 e 1788, o construtor local William Eboral foi contratado para construir a nova estufa (greenhouse conservatory), com o Warwick Vase, recentemente comprado em Roma, como principal ornamento. Em 1796, foi construído um pavilhão de entrada e o caminho principal. Em 1800, visto de fora, o castelo era como hoje, embora o incêndio de 1871 tenha obrigado a fazer uma ampliação a muitos dos aposentos privados.
Infelizmente, o seu entusiasmo era maior que a sua fortuna. Em 1802, George Greville, 2º Conde de Warwick (quarta criação), tinha dívidas que ascendiam a 115.000 libras (correspondentes a 8 milhões em 2009). Em 1804, viu-se obrigado a vender propriedades distantes para manter a solvência. Em 1806, as propriedades do conde, incluindo o Castelo de Warwick, foram dadas ao Conde de Galloway e a John FitzPatrick, 2º Conde de Upper Ossory, mas o castelo foi devolvido aos condes em 1813.

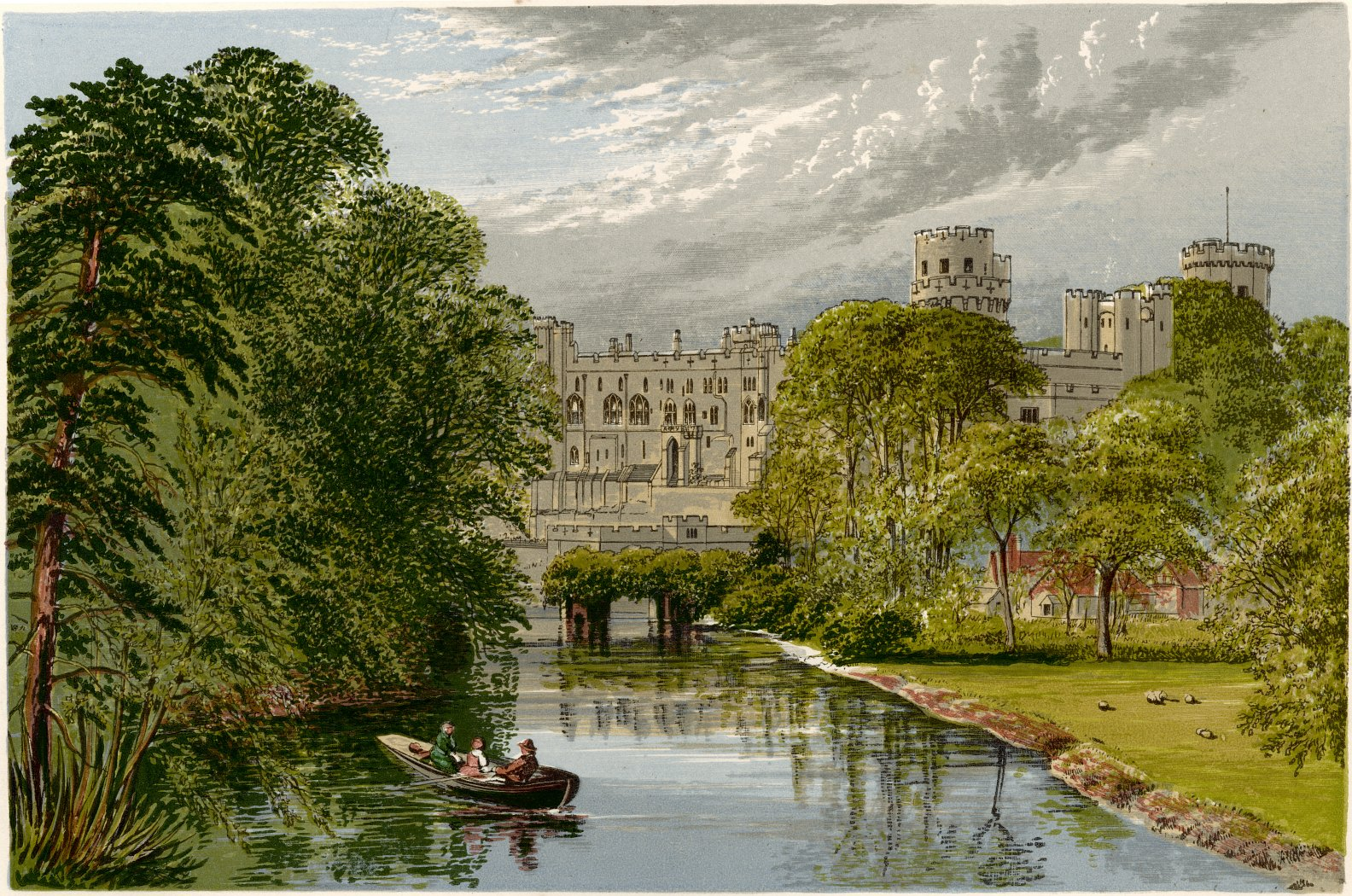
O Castelo de Warwick pintado em 1870 por Alexander Francis Lydon

O Grande Hall recebeu um novo telhado e foi reparado ao gosto neogótico, em 1830–1831, por Ambrose Poynter Anthony Salvin foi responsável pelo restauro da Torre Watergate entre 1861 e 1863.
Em 1871, o castelo foi extensamente danificado por um incêndio que começou a leste do Grande Hall. Embora o interior do Grande Hall tenha sido reduzido a cinzas, toda a estrutura saiu ilesa. Os restauros e reparações empreendidos por Salvin entre 1872 e 1875 foram subsidiados por doações públicas; o cuso do trabalho foi de 9.651 libras (correspondentes a 650 mil em 2009).
As finanças da família eram menos problemáticas quando Francis Richard Greville, 5º Conde de Warwick, e a sua esposa, Frances, davam as suas festas da alta sociedade na década de 1890. O seu filho, Leopold Greville, 6º Conde de Warwick, conhecido como Guy e casado com Elfrida Marjorie Eden, irmã mais velha do futuro Primeiro Ministro Anthony Eden, foi correspondente da Reuters durante a Guerra Russo-Japonesa de 1905 e depois Brigadeiro General do exército canadiano na Primeira Guerra Mundial.
O sétimo Conde de Warwick, Charles Greville, com o nome artístico de Michael Brooke, provou a sorte no mundo de Hollywood. O auge da sua carreira foi um papel secundário no filme "The Dawn Patrol" (1938), protagonizado por Errol Flynn e David Niven. Também criou um ecrã de cinema no telhado do castelo que ainda se conserva. Em Novembro de 1978, o seu filho, David Greville, 8º Conde de Warwick, vendeu o Castelo de Warwick ao Grupo Tussauds.

### Época atual: atração turística

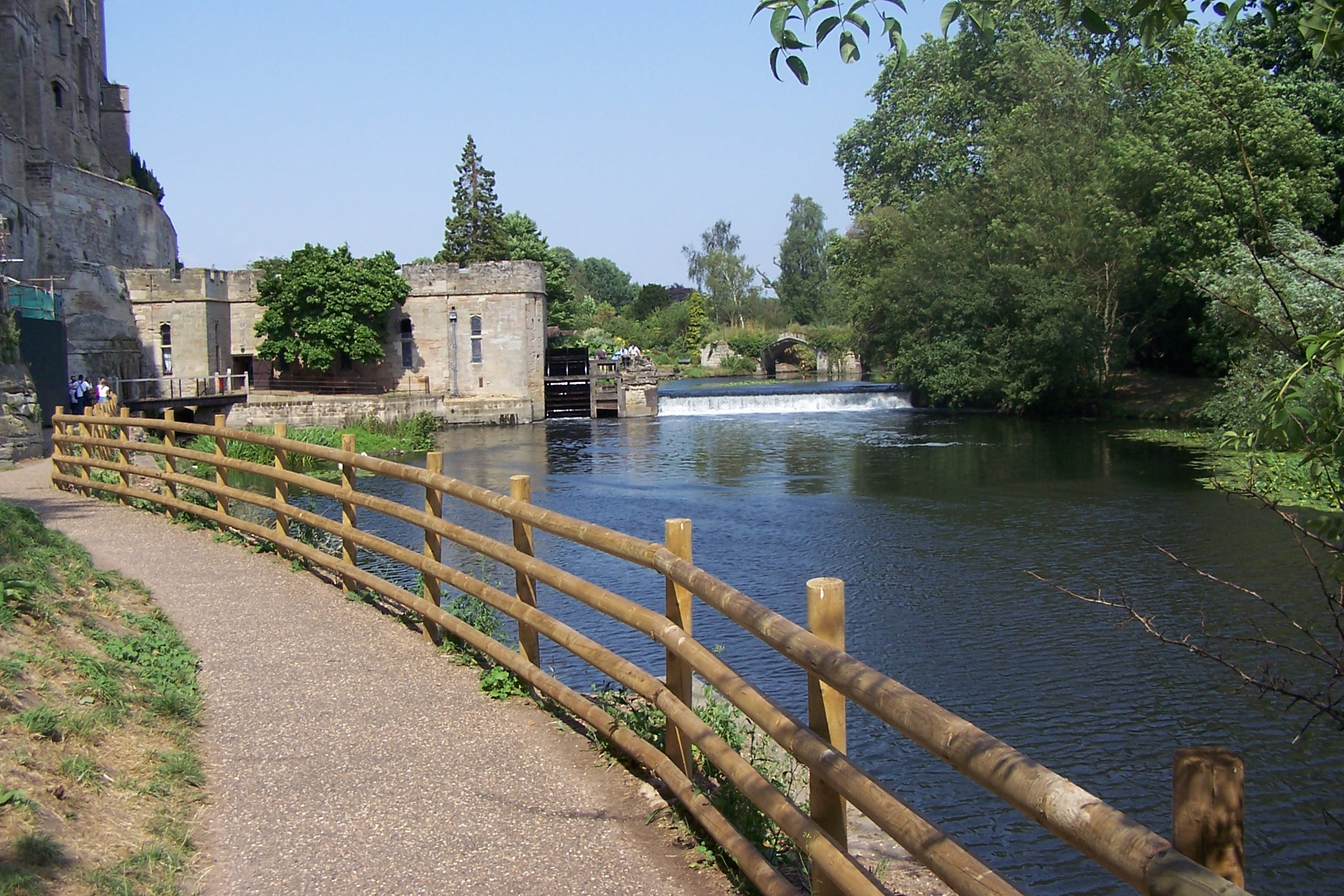
Moinho de água na base do Castelo de Warwick

Em 1978 o Castelo de Warwick tornou-se membro das Treasure Houses of England ("Casas Tesouro da Inglaterra"), um consórcio de património fundado por dez das principais casas de aparato privadas na Inglaterra com o objectivo de se promoverem e venderem a si próprias como locais turísticos. Nesse mesmo ano, o Castelo de Warwick foi vendido ao Grupo Tussauds, um grande operador de atrações turísticas. Desde que adquiriu o Castelo de Warwick, o Grupo Tussauds realizou amplas obras de restauro ao castelo e campos, tendo aberto ao público muitas das partes do castelo que antes estavam fechadas.
Uma vez restaurado segundo o desenho original, o roseiral vitoriano foi inaugurado por SAR a Princesa de Gales, Lady Diana, em 1986. SM a Rainha Isabel II e SAR o Duque de Edimburgo fizeram uma passagem pela atração do "Kingmaker" na sua visita ao castelo em novembro de 1996. Nesta visita, Sua Majestade também inaugurou uma espada comemorativa.
Sendo um Scheduled Ancient Monument, o Castelo de Warwick está protegido contra mudanças não autorizadas, em reconhecimento pelo seu estatuto como um sítio arqueológico ou edifício histórico com "importância nacional". O castelo é um listed building classificado com o Grau I; está listado juntamente com as suas muralhas de delimitação, estábulos, estufa, moinho e pavilhão.

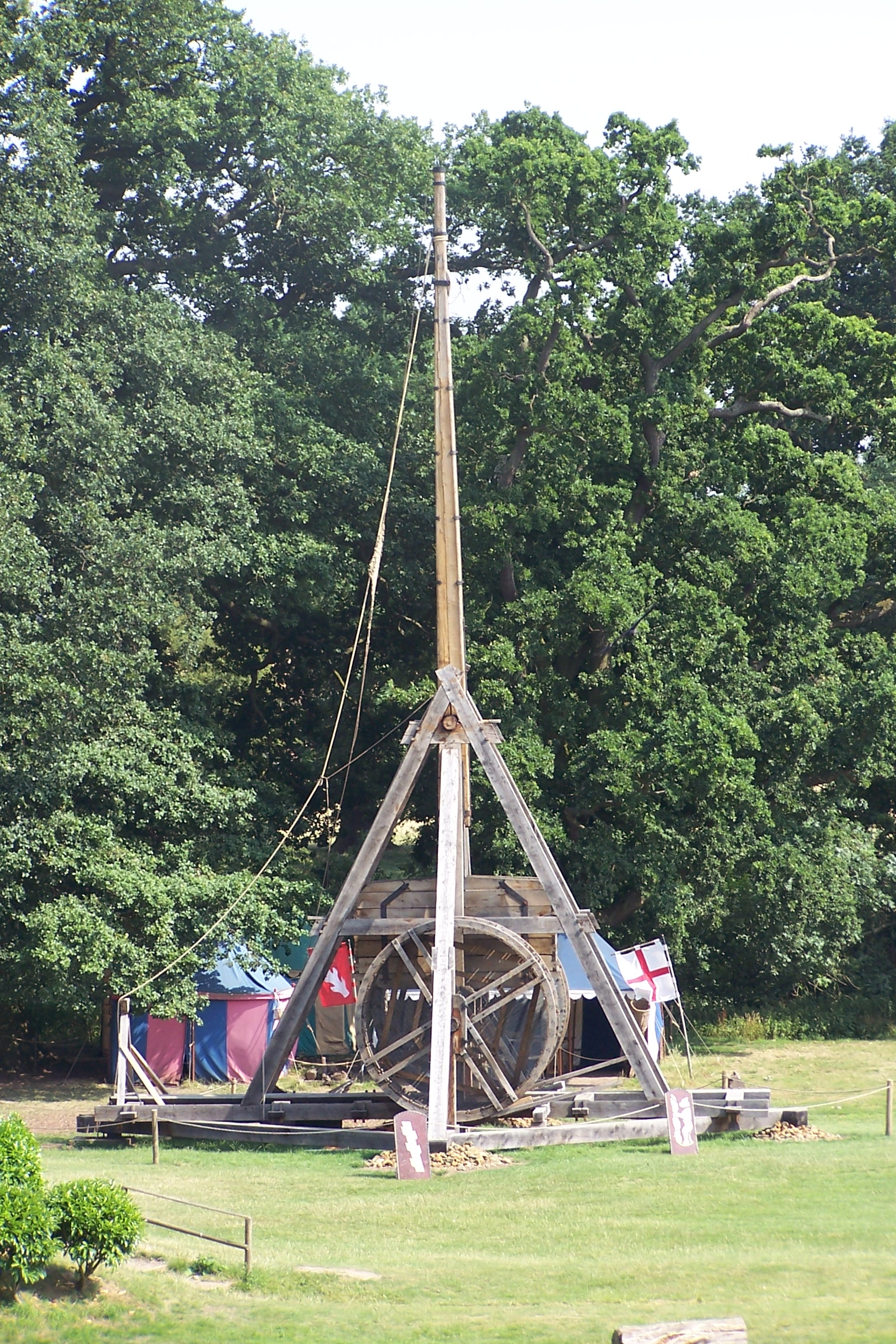
O trebuchet no Castelo de Warwick é a maior catapulta no mundo. Funciona diariamente.

Em 2001, o Castelo de Warwick foi nomeado como uma das "top 10 casas históricas e monumentos" britânicos pela Autoridade Turística Britânica; a lista incluía a Torre de Londres, o Stonehenge e o Castelo de Edimburgo. Em 2002, abriu ao público pela primeira vez o moinho e a central eléctrica.
O Castelo de Warwick foi reconhecido como o melhor castelo britânico pelo Good Britain Guide 2003.
Em junho de 2005, o Castelo de Warwick passou a alojar um dos maiores engenhos de cerco em funcionamento no mundo. O trebuchet tem 18 metros (59 pés) de altura, é feito com mais de 300 peças em madeira de carvalho e pesa 22 toneladas. A máquina, que foi feita no Wiltshire, ocupa oito homens durante meia hora para carregar e libertar Foi desenhada de forma a ser capaz de lançar projécteis a mais de 300 metros (980 pés) de distância e a 25 metros (82 pés) de altura, podendo disparar 150 kg (330 lb) de munição de cada vez. No dia 21 de agosto de 2006, o trebuchet reclamou o recorde como a mais poderosa catapulta no mundo, quando lançou um projéctil com o peso de 13 kg (29 libras) a uma distância de 249 m (820 pés) com uma velocidade de 260 km/h (160 mph), batendo o anterior recorde de 228 m (750 pés) detido pelos holandeses. A máquina de guerra está situada nas margens do Rio Avon, o qual corre abaixo do castelo.
Durante um assalto ocorrido em 23 de junho de 2006, um vitral com o valor de 20 mil libras foi danificado e uma espada cerimonial foi roubada por três adolescentes. A espada, de 45 cm (1,5 pé) foi encontrada numa cerca fora duma casa na área próxima do castelo e regressou ao cuidado do Castelo de Warwick. Durante o inverno de 2006–2007, o Castelo de Warwick teve a maior lâmina de gelo no país a região, com 60 metros (200 metros). No entanto, o seu ringue de gelo não congelou devido ao clima invulgarmente quente. Catorze toneladas de gelo foram embarcadas de Grimsby para ajudar a pista a congelar.
As atrações sazonais incluem o "Warwick, Ghosts Alive", o "Flight of the Eagles" (um espectáculo com aves, apresentando águias-de-cabeça-branca, abutres e águias-do-mar), uma exibição de tiro com arco e a Exibição do "Kingmaker". Em maio de 2007, o Grupo Tussauds comprou o Merlin Entertainments, que continuou a operar o castelo com um arrendamento, tendo vendido a propriedade livre ao Prestbury Group de Nick Leslau no dia 17 de julho de 2007.

## Esquema

Planta do Castelo de Warwick

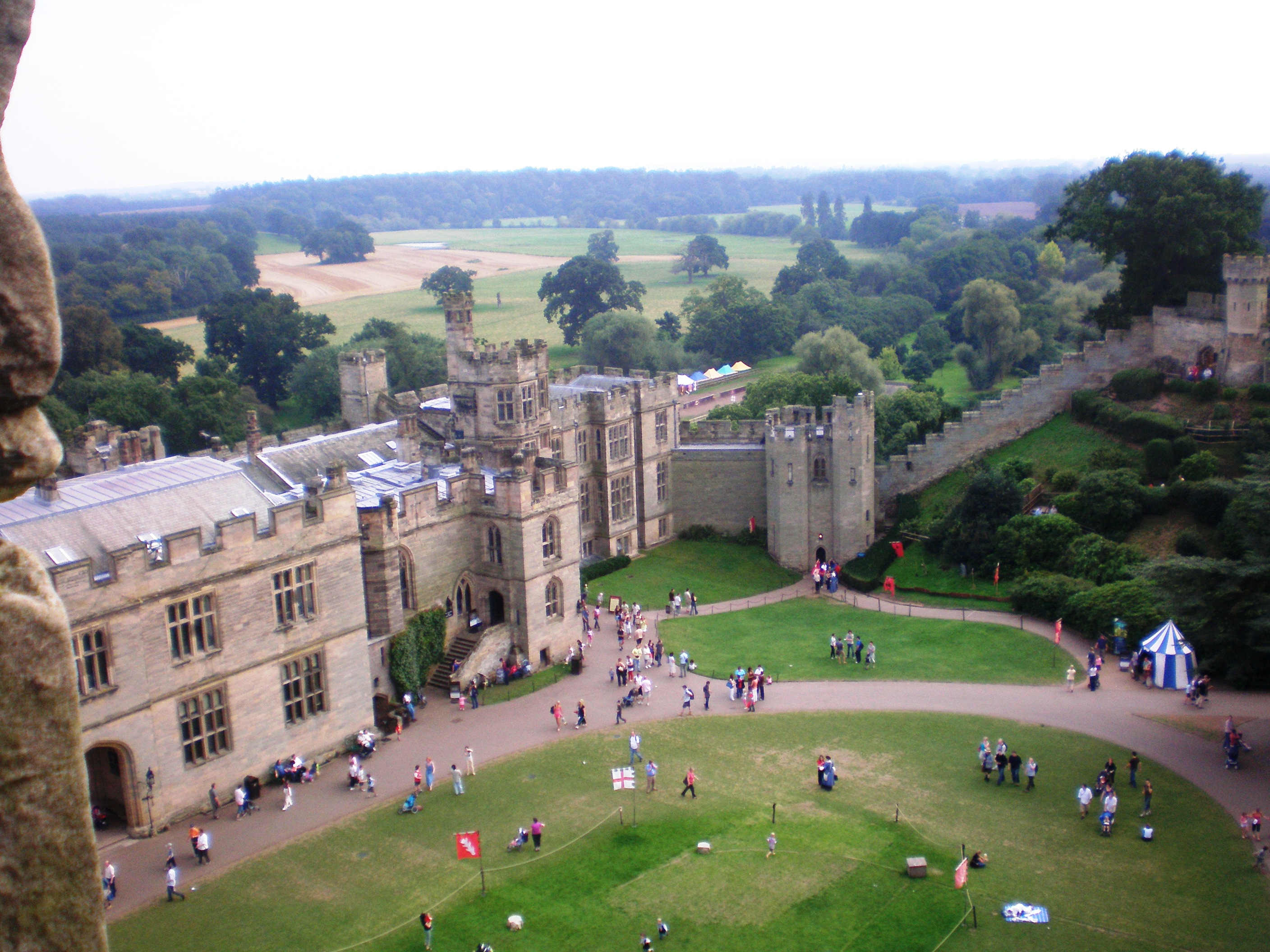
Vista geral do interior do Castelo de Warwick

O atual castelo, construído em pedra durante o reinado de Henrique II, fica no mesmo local do anterior castelo de tipo motte-and-bailey normando. Uma torre de menagem costumava erguer-se no monte que fica a sudoeste do local, embora, agora, grande parte da estrutura date do período pós-medieval. No século XVII, o monte (motte) foi tratado paisagisticamente com a adição dum caminho. A muralha exterior (bailey) foi incorporada no novo castelo e rodeado por panos de muralha em pedra.
Quando o Castelo de Warwick foi reconstruído no reinado de Henrique II, passou a ter uma nova distribuição, com edifícios erguidos contra o pano de muralhas. No lado norte, o castelo é rodeado por um fosso seco, onde não existia proteção nem do rio nem do velho monte; o perímetro das muralhas tem 130 metros de comprimento por 82 de largura.
As duas entradas para o castelo encontram-se nas muralhas norte e oeste. Originalmente, existia uma ponte levadiça sobre o fosso a nordeste. No centro da muralha noroeste fica uma portaria, flanqueada em cada um dos lado pela Torre de Clarence e pela Torre do Urso; estas, constituem uma adição quatrocentista às fortificações do castelo.
Os edifícios residenciais alinham-se no lado leste do castelo, enfrentando o Rio Avon. Estes edifícios incluem o Grande Hall, a biblioteca, quartos e a capela.

## Campos e parque

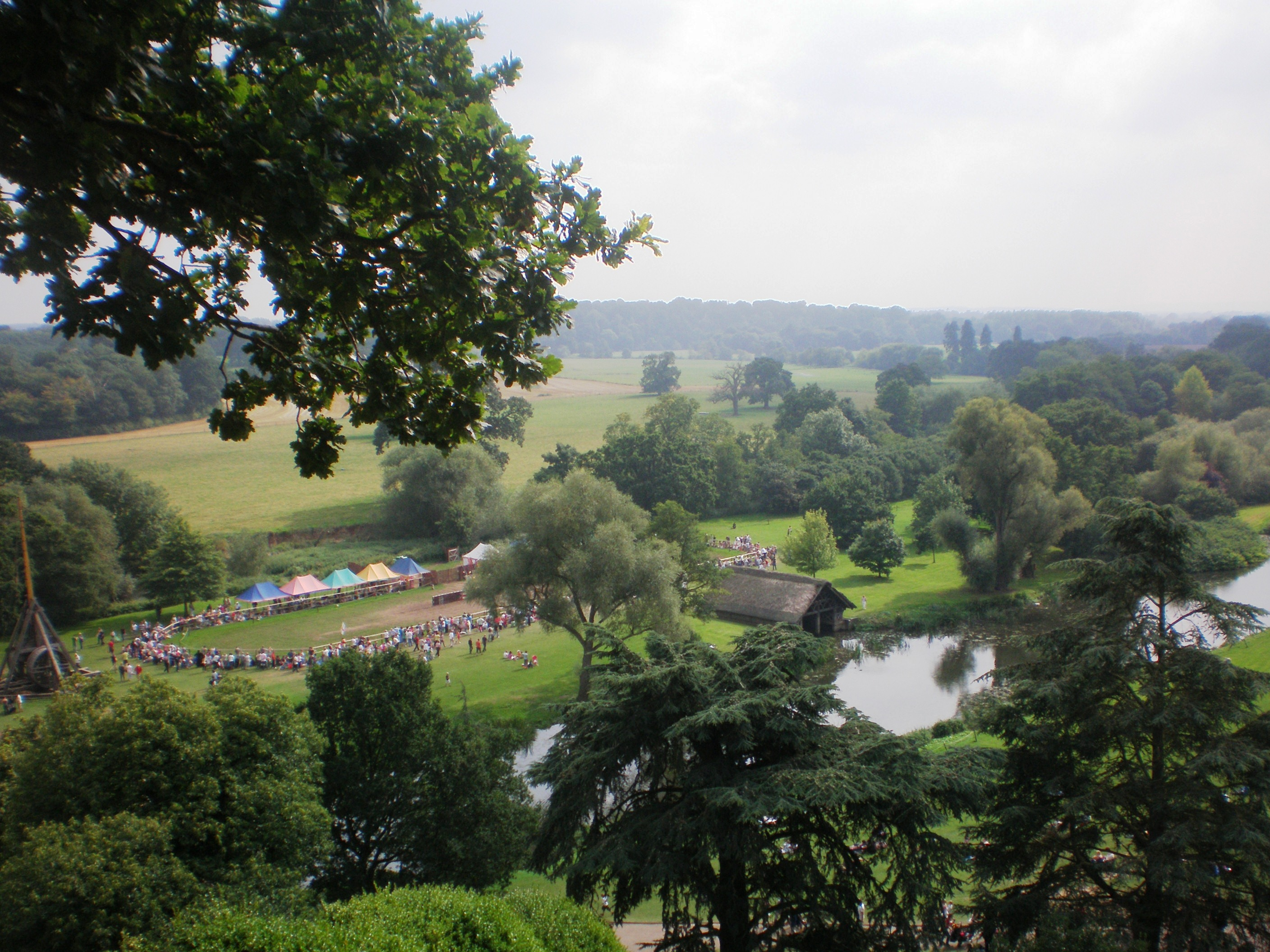
Vista parcial dos campos do Castelo de Warwick

Jardins formais pertencentes ao Castelo de Warwick foram registados pela primeira vez em 1534.
O tratamento paisagístico do século XVII acrescentou caminhos em espiral ao monte do castelo durante o programa de restauro de Fulke Greville.

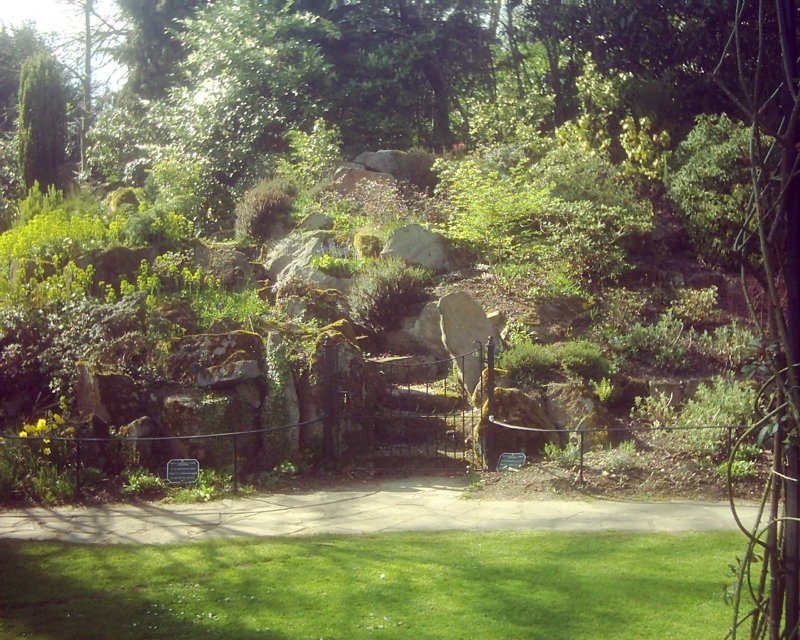
Parte do roseiral do Castelo de Warwick

Francis Greville contratou Lancelot Brown para reorganizar paisagisticamente os campos do castelo; o famoso jardineiro começou os trabalhos nos campos e no parque em 1749 e concluiu a sua obra em 1757, tendo gasto no projecto 2,293 liras (correspondentes a 250 mil em 2009). Os jardins cobrem 2,8 km² (690 acres). Robert Marnock criou jardins formais nos terrenos do castelo entre 1868 e 1869.
Iniciado em 1743 e originalmente conhecido como Temple Park, o Castle Park está localizado para sul do castelo. O seu nome original deriva do Ordem dos Templários, que costumavam ter um solar em Warwick. As casas em volta do perímetro do parque foram demolidas e os terrenos em que se erguiam incorporados no parque. As tentativas de obter proveitos com o parque no final do século XVIII incluíram o seu arrendamento para pastoreio, searas de trigo e guarda de ovinos.
Um moinho de água nos terrenos do castelo foi, provavelmente, construído na época de Henry de Beaumont, 1º Conde de Warwick. Em 1398, o moinho tinha sido removido para junto das muralhas do castelo no seu lado leste, na margem esquerda do Rio Avon. Ambos os moinhos estavam sujeitos a inundações. Em 1644, uma casa de engenho tinha sido acrescentada ao moinho. O moinho foi reutilizado como uma planta de geração de electricidade depois de deixar de ser usado para moer, mas quando o Castelo de Warwick foi equipado com a rede eléctrica, em 1940, o moinho deixou de ser necessário e foi desmantelado em 1954.

## Assombrações

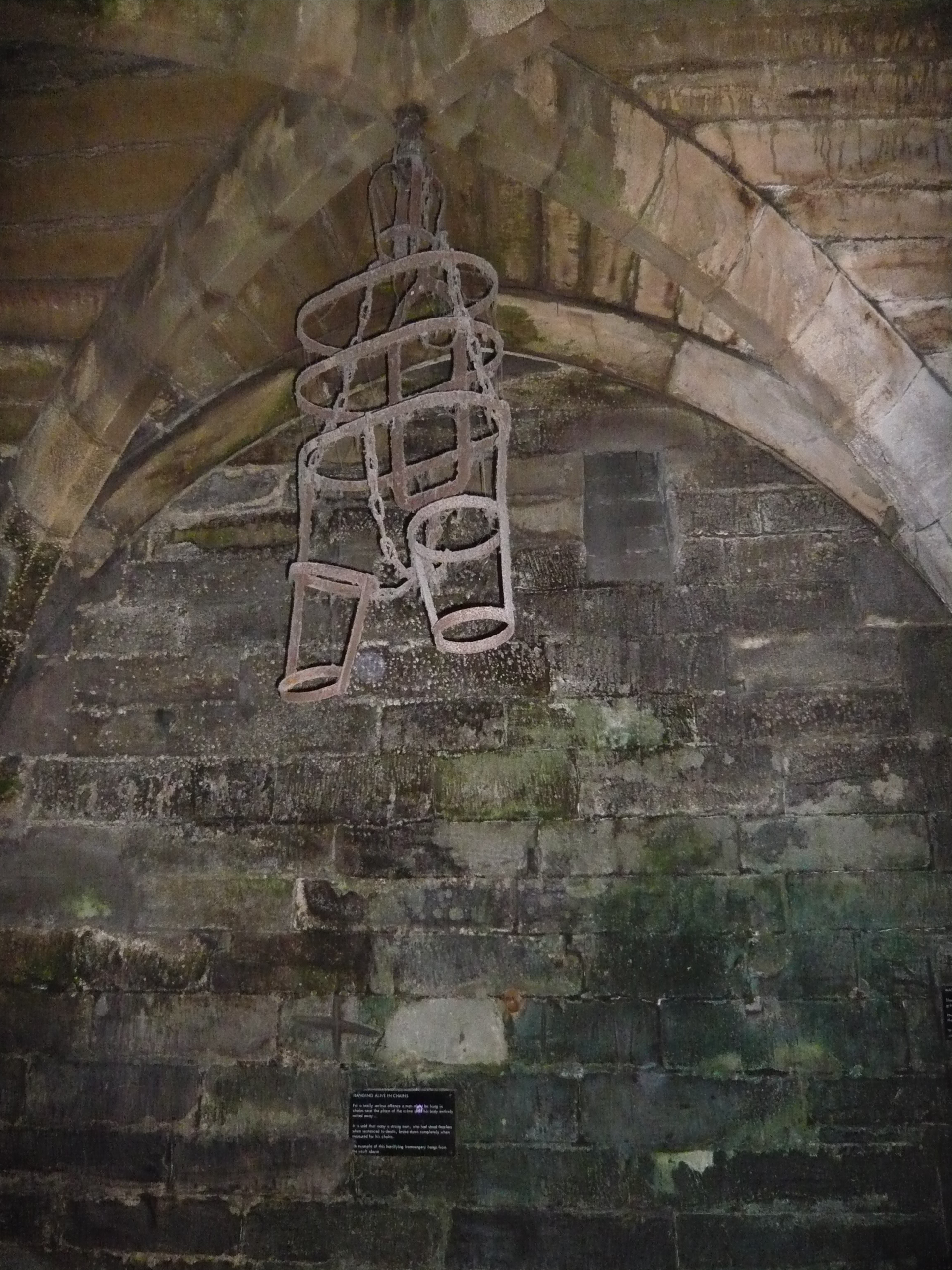
Um instrumento de tortura em exibição nas masmorras existentes na Torre de César

O Castelo de Warwick é objecto de muitas histórias de fantasmas. Diz-se que Fulke Greville assombra a Torre Watergate, apesar de ter sido assassinado em Holborn; a Torre Watergate também é conhecida como a Torre do Fantasma e durante a maior parte do ano abriga o "Warwick Ghosts Alive", um curto espectáculo ao vivo que conta a história do assassinato de Fulke Greville. O espectáculo conta com atores, som, iluminação e efeitos visuais ao vivo.
Um episódio do programa televisivo Most Haunted foi filmado no castelo em 2006. O programa investigou a masmorra da Torre de César, a Torre do Fantasma que se diz ser assombrada por Fulke Greville, a galeria subterrânea que se diz ser assombrada pelo fantasma duma rapariga pequena e o quarto Kenilworth, onde Frances Evelyn "Daisy" Greville, Condessa de Warwick supostamente realizava sessões de espiritismo.